# Hit the Top
Hit the Top (en hangul, 최고의 한방; romanización revisada, Choegoui Hanbang) es una serie de televisión surcoreana emitida por KBS2 desde el 2 de junio hasta el 22 de julio de 2017. Fue protagonizada por Yoon Shi-yoon, Lee Se-young, Kim Min-jae y Cha Tae-hyun.

## Sinopsis
En el año 1993, el ídolo del pop Yoo Hyun-Jae viaja accidentalmente a través del tiempo hasta 2017. Al descubrir que desaparece misteriosamente en 1994 y se presume que está muerto, comienza a investigar la razón de su desaparición mientras intenta adaptarse a la vida en el futuro. Mientras tanto, Lee Ji-Hoon es un aspirante a músico y está inscrito en secreto como aprendiz de ídolo en Star Punch Entertainment. Ji-hoon lucha por ocultar esto a sus padres, quienes creen que ha estado estudiando para sus exámenes de servicio civil.

## Reparto

### Personajes principales
- Yoon Shi-yoon como Yoo Hyun-jae.
- Lee Se-young como Choi Woo-seung.
- Kim Min-jae como Lee Ji-hoon.
- Cha Tae-hyun como Lee Gwang-jae.

### Personajes secundarios
- Yoon Son-ha como Hong Bo-hee.
- Dong Hyun-bae como MC Drill.
- Lee Deok-hwa como Lee Soon-tae.
- Hong Kyung-min como Park Young-jae.
- Im Ye-jin como Cathy.
- Cha Eun-woo como MJ.
- Bona como Do Hye-ri.

### Otros personajes
- Lee Han-soo como Mal-sook.
- Lee Jung-min como Heol-re.
- Son Soo-min como Beol-ddeok.
- Kim Seung-hyun
- Lim Sung-min
- Kim Ji-hyun
- Choi Ri-yoon
- Ha Nam-woo
- Lim Ji-seob
- Kim Tae-bin
- Hong Seok-yoon
- Lee Ha-na
- Yoon Sun-ah
- Choi Jung-eun
- Lim Yoo-mi
- Yoon Kab-soo
- Kim Young-hee
- Lee Sung-hoon
- Gong Min-gyu
- Kim Yong-jae
- Kim Ji-eun
- Han Hyong-gyu
- Lee Young-rae
- Choi Nam-uk
- Kim Do-yoonn
- Nam Seung-woo
- Lee Ri-na
- Ryu Ba
- Uk Sa-na
- Park Mi-hyo
- Choi Seul-gi
- Ko Jin-myung
- Seo Hee
- Kim Ji-yeon
- Jo Moon-young
- Kim Hyong-gyu
- Kwon Hyuk
- Seo Hye-jin
- Choi Jung-eun
- Ahn Nyu-mi
- Lee Soo-min
- Choi Yoo-sol
- Min Do-hee

### Apariciones especiales
- Shin Seung-hwan como instructor de la Academia Noryangjin (ep. 1).[3]
- Ahn Kil-kang como Ahn Tae-bok (ep. 2)

## Emisiones internacionales
- Filipinas: GMA News TV (2020).
- Hong Kong: myTV Super (2018).
- Indonesia: Sony One HD (2018).